# Яструб яванський
Яструб яванський (Accipiter virgatus) — хижий птах роду яструбів родини яструбових ряду яструбоподібних. Мешкає в Південній та Південно-Східній Азії. Виділяють низку підвидів.

## Опис
Довжина птаха 24–36 см, розмах крил 50–65 см. Виду притаманний статевий диморфізм, самки важать 131–215 г, самці 83–140 г.
Верхня частина тіла в дорослого самця темно-сірого кольору, хвіст сірий, з 3–4 чорними смугами. Горло біле, живіт і стегна руді. У самок колір верхньої частини тіла варіюється від темно-шоколадного до темно-сірого. У молодих птахів верхня частина тіла темно-коричнева, нижня біла, поцяткована коричневими плямками на грудях і животі і смужками на стегнах. На хвості може бути до 5 смуг. Очі золоті або оранжеві, дзьоб темно-сірий з чорним кінцем. Восковиця і ноги жовті. Підвиди можуть трохи різнитися своїм забарвленням.

## Поширення й екологія
Яванські яструби мешкають в Південній та Південно-Східній Азії. Ареал цього виду охоплює Індію, Південний та Центральний Китай, Індокитай, Шрі-Ланку, Малайський півострів, Індонезію і Філіппіни. Цей вид яструбів мешкає в різноманітних лісових масивах, чагарниках, мангрових заростях і на сільськогосподарських угіддях. Популяції Непалу і північної Індії мешкають на висоті 1000–2000 м над рівнем моря, однак взимку мігрують у долини. Південні популяції віддають перевагу густим лісам на висоті від 600 до 1200 м над рівнем моря.

## Таксономія
Виділяють низку підвидів яванського яструба:
- A. virgatus affinis Hodgson, 1836 – мешкає на півночі Індії, в Непалі, Центральному та Західному Китаї та в Індокитаї,
- A. virgatus abdulalii Mees, 1981 – мешкає на Андаманських і Нікобарських островах,
- A. virgatus besra Jerdon, 1839 – мешкає в Південній і Південно-Західній Індії та на Шрі-Ланці,
- A. virgatus confusus Hartert, 1910 – мешкає на півночі і сході Філіппін (острови Лусон, Міндоро, Негрос і Катандуанес),
- A. virgatus fuscipectus Mees, 1970 – мешкає на Тайвані,
- A. virgatus nisoides Blyth, 1847 – мешкає в М'янмі і Таїланді,
- A. virgatus quagga Parkes, 1973 – мешкає на південному сході Філіппін (острови Себу, Бохоль, Лейте, Самар, Сікіхор і Мінданао),
- A. virgatus quinquefasciatus Mees, 1984 – мешкає на острові Флорес,
- A. virgatus rufotibialis Sharpe, 1887 – мешкає на півночі Калімантану,
- A. virgatus vanbemmeli Voous, 1950 – мешкає на Суматрі,
- A. virgatus virgatus (Temminck, 1822) – мешкає на Яві й Балі.

Міжнародна спілка орнітологів не визнає підвид A. v. nisoides.

## Раціон
Яванський яструб полює здебільшого на невеликих птахів і ссавців. Яванського яструба використовували для соколиного полювання.

## Розмноження
На півночі Індії сезон розмноження триває з березня по червень. У кладці 3–5 яєць, зазвичай блакитно-білого кольору з коричневими плямками і розміром 38 на 30 мм. Тривалість інкубації невідома.

## Збереження
Це численний і поширений вид птахів. МСОП вважає його таким, що не потребує особливих заходів зі збереження, однак популяція птаха, імовірно, зменшується.